# Segreteria di Stato per la giustizia
La Segreteria di Stato per la giustizia (SEJUS) (in spagnolo: Secretaría de Estado de Justicia) è la Segreteria di Stato responsabile della giustizia.
La SEJUS è responsabile del coordinamento e della collaborazione con l'amministrazione della giustizia delle Comunità autonome; dell'organizzazione, pianificazione, supporto e cooperazione con l'Amministrazione della giustizia e con il Ministero della procura per quanto riguarda la sua modernizzazione; istituire una cooperazione e relazioni giuridiche internazionali con organizzazioni internazionali e l'Unione europea; indirizzare, stimolare e gestire le attribuzioni relative alla promozione dell'esercizio del diritto fondamentale alla libertà religiosa e alla promozione dei diritti umani, nonché quelle relative alla localizzazione, al recupero, all'amministrazione e alla realizzazione di effetti, beni, strumenti e profitti di attività criminali.
Allo stesso modo, è responsabilità del Segretario di Stato promuovere ed elaborare i progetti di regolamentazione su questioni di sua competenza e quelli affidati dal capo del dipartimento, fatte salve le attribuzioni corrispondenti al Sottosegretario della giustizia e alla Segreteria tecnica generale.

## Storia
L'Ufficio del Segretario di Stato per la Giustizia è stato creato il 13 maggio 1994, quando i ministeri della Giustizia e dell'Interno sono stati fusi. Dal Segretario di Stato dipendeva il Dipartimento della Segreteria generale per la giustizia e questa, a sua volta, aveva come corpo superiore una Direzione generale per l'infrastruttura giudiziaria. Oltre alla Segreteria generale, ha avuto altri dipartimenti come la Direzione generale per i registri e i notai, la Direzione generale del servizio giuridico dello Stato (attuale Procuratore generale), la Direzione generale per l'obiezione di coscienza e la Direzione generale per la codificazione e la cooperazione legale internazionale, nonché un gabinetto per gli affari religiosi.
A partire dal 1996, la Direzione generale per le relazioni con l'amministrazione della giustizia che era stata restaurata è stata integrata e il gabinetto degli affari religiosi è stato elevato al grado di direzione generale. Allo stesso modo, la Segreteria generale per la giustizia è stata abolita e il Centro di studi giudiziari e la Mutualità giudiziaria sono stati assegnati alla Segreteria di Stato per la giustizia. La struttura del dipartimento non è stata nuovamente riorganizzata fino al 2001, anno in cui è stata creata la Direzione generale per l'ammodernamento dell'amministrazione della giustizia.
Tranne alcuni cambiamenti tra le sue direzioni generali, la sua struttura non è stata modificata fino al 2008, quando la Segreteria generale per l'ammodernamento e le relazioni con l'amministrazione della giustizia (attuale SGAJ) è stata creata come organismo intermedio tra il Segretario di Stato e alcuni dei suoi indirizzi generali.
Nel 2010, ha subito una modifica più rilevante che è conservata ancora oggi. Il procuratore generale e la direzione generale dei registri e dei notai sono direttamente collegati al ministro e il segretario di stato assume le competenze sulla cooperazione giuridica internazionale. Nel 2015, è stato creato e assegnato al Segretario di Stato l'Ufficio di recupero e della gestione patrimoniale (ORGA). A partire dal 2018, i poteri dell'ORGA sono assunti dal Segretario generale per l'amministrazione della giustizia (SGAJ).

## Struttura
La Segreteria di Stato è composta da due dipartimenti:
- La Segretaria generale per l'amministrazione della giustizia.

- - La SGAJ è il dipartimento responsabile della modernizzazione della magistratura e del ministero della procura; mantiene rapporti con il Consiglio generale della magistratura, il ministero della procura e altri organismi e associazioni di esperti di diritto e gestisce i beni di attività criminali.

Queste funzioni sono esercitate attraverso due dipartimenti: la Direzione generale per le relazioni con l'amministrazione della giustizia e la Direzione generale per la modernizzazione della giustizia, lo sviluppo tecnologico, la gestione e il recupero dei beni.
- La Direzione generale per la cooperazione giuridica internazionale e le relazioni con le religioni e i diritti umani

- - È responsabile della cooperazione legale internazionale, delle relazioni con le religioni e con l'Unione europea e di altre organizzazioni in materia giuridica e della promozione nella sfera internazionale dei diritti umani.

Per l'esercizio di queste funzioni ha tre dipartimenti: la Direzione generale aggiunta per la cooperazione giuridica internazionale, la Direzione generale aggiunta per gli affari della giustizia nell'Unione europea e le organizzazioni internazionali e la Direzione generale aggiunta per le relazioni con le religioni.

## Segretari di Stato
| Nr. | Immagine | Nome                              | Mandato          | Mandato          | Mandato            | Presidente del Governo       |
| Nr. | Immagine | Nome                              | Inizio           | Fine             | Giorni di servizio | Presidente del Governo       |
| --- | -------- | --------------------------------- | ---------------- | ---------------- | ------------------ | ---------------------------- |
| 1º  |          | María Teresa Fernández de la Vega | 4 maggio 1994    | 8 maggio 1996    | 735                | Felipe González              |
| 2º  |          | José Luis González Montes         | 11 maggio 1996   | 6 maggio 2000    | 1456               | José María Aznar             |
| 3º  |          | José María Michavila              | 6 maggio 2000    | 20 luglio 2002   | 805                | José María Aznar             |
| 4º  |          | Rafael Catalá                     | 27 luglio 2002   | 20 aprile 2004   | 633                | José María Aznar             |
| 5º  |          | Luis López Guerra                 | 20 aprile 2004   | 19 febbraio 2007 | 1035               | José Luis Rodríguez Zapatero |
| 6º  |          | Julio Pérez Hernández             | 19 febbraio 2007 | 2 marzo 2009     | 742                | José Luis Rodríguez Zapatero |
| 7º  |          | Juan Carlos Campo Moreno          | 2 marzo 2009     | 31 dicembre 2011 | 1034               | José Luis Rodríguez Zapatero |
| 8º  |          | Fernando Román García             | 31 dicembre 2011 | 11 ottobre 2014  | 1015               | Mariano Rajoy                |
| 9º  |          | Carmen Sánchez-Cortés Martín      | 11 ottobre 2014  | 19 giugno 2018   | 1347               | Mariano Rajoy                |
| 10º |          | Manuel-Jesús Dolz Lago            | 19 giugno 2018   | in carica        | 2459               | Pedro Sánchez                |